# Bogád, Baranya
Bogád este un sat în districtul Pécs, județul Baranya, Ungaria, având o populație de 1.057 de locuitori (2011). 

## Demografie
Componența etnică a satului Bogád
     Maghiari (94,92%)
     Germani (2,82%)
     Romi (1,6%)
     Croați (0,66%)
Componența confesională a satului Bogád
     Romano-catolici (50,33%)
     Fără religie (22,04%)
     Reformați (6,24%)
     Luterani (1,51%)
     Necunoscută (18,92%)
     Alte religii (5,11%)
Conform recensământului din 2011, satul Bogád avea 1.057 de locuitori. Din punct de vedere etnic, majoritatea locuitorilor (94,92%) erau maghiari, existând și minorități de germani (2,82%) și romi (1,6%).  Din punct de vedere confesional, majoritatea locuitorilor (50,33%) erau romano-catolici, existând și minorități de persoane fără religie (22,04%), reformați (6,24%) și luterani (1,51%). Pentru 18,92% din locuitori nu este cunoscută apartenența confesională.